# Sly Stone
Sly Stone (Denton, 1943. március 15. – Los Angeles, 2025. június 9.) amerikai énekes, dalszerző, zenekarvezető. Stone unokatestvére Moses Tyson Jr., gospel-zenész, orgonista.

## Pályafutása
James Brown mellett Sly Stone az 1960-as évek funk zenéjének egyik szülőatyja. Ötvözte a rock, a soul, a pop és a dzsessz zenei műfajokat. Együttese, a Sly and the Family Stone az 1969-es Woodstocki fesztiválon való fellépés révén vált híressé, és hatással volt a hippi generációra.
A zenekar az 1970-es évek közepén felbomlott. Stone folyamatos drogproblémái miatt gyakran összeütközésbe került a törvénnyel, és az 1970-es évek végén a zenekar már eltűnőben volt. Nem tudta megismételni a Sly & the Family Stone sikereit.
2011-ben jelent meg a „Sly Stone I’m Back” című albuma, mely az új felvételek mellett három – addig kiadatlan számot – tartalmaz, 1988-ból és 1989-ből.
Sly Stone eddigi [mikor?] utolsó élő fellépése 2015. augusztus 23-án volt a New Jersey állambeli Red Bankban.
Stone 80. születésnapja alkalmából 2023 márciusában bejelentették önéletrajzának megjelenését („Thank You (Falettinme Be Mice Elf Agin)”. A könyv társszerzője Ben Greeman volt − aki korábban részt vett George Clinton és Brian Wilson emlékiratainak létrehozásában is.

## Albumok
- 1975: High on You
- 1976: Heard Ya Missed Me, Well I’m Back
- 1979: Back on the Right Track
- 1982: Ain’t But One Way
- 2011: I’m Back! Family & Friends: & Jeff Beck, Bootsy Collins, Ray Manzarek, Johnny Winter és mások

## Filmek
- 2025: „Sly Stone”, dokumentumfilm a Sundance Filmfesztiválon (R.: Ahmir Khalib Thompson (Questlove)

## Díjak
- Grammy életműdíj
- Rock and Roll Hall of Fame
- 2008-ban a Rolling Stone magazin a 78. helyre sorolta a 100 legnagyobb énekes között, 2015-ben pedig minden idők 100 legnagyobb dalszerzői között a 42. helyre sorolta.

## Fordítás
Ez a szócikk részben vagy egészben  a   Sly Stone című német Wikipédia-szócikk ezen változatának fordításán alapul.  Az eredeti cikk szerkesztőit annak laptörténete sorolja fel. Ez a jelzés csupán a megfogalmazás eredetét és a szerzői jogokat jelzi, nem szolgál a cikkben szereplő információk forrásmegjelöléseként.